# 圣弗卢尔德梅夸尔
圣弗卢尔德梅夸尔（法語：Saint-Flour-de-Mercoire，法語發音：[sɛ̃ fluʁ də mɛʁkwaʁ]）是法国洛泽尔省的一个市镇，属于芒德区。

## 地理
圣弗卢尔德梅夸尔（44°41'44"N, 3°49'32"E）面积12.17 平方千米，位于法国奧克西塔尼大區洛泽尔省，该省份为法国南部内陆省份，北起上盧瓦爾省和康塔爾省，西接阿韦龙省，南至加尔省，东临阿尔代什省。
与圣弗卢尔德梅夸尔接壤的市镇（或旧市镇、城区）包括：朗戈涅、吕克、谢拉尔莱韦克、罗克勒。

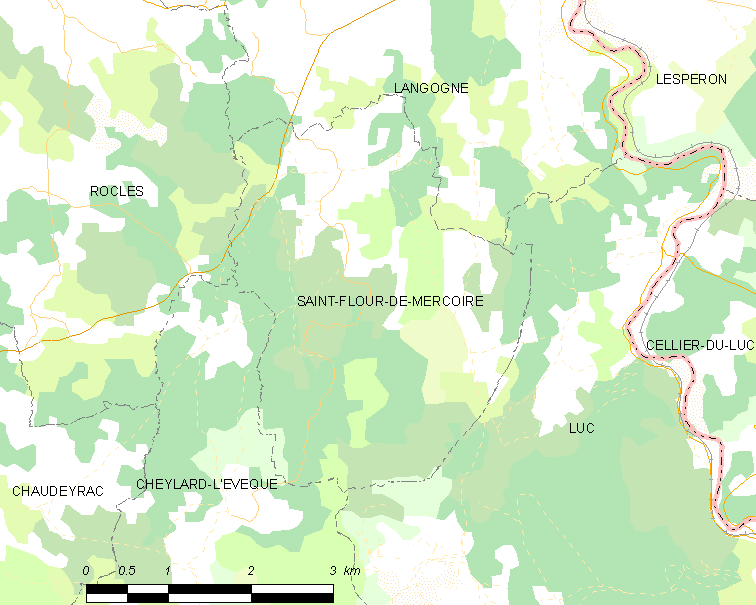
圣弗卢尔德梅夸尔的OSM定位图

圣弗卢尔德梅夸尔的时区为UTC+01:00、UTC+02:00（夏令时）。

## 行政
圣弗卢尔德梅夸尔的邮政编码为48300，INSEE市镇编码为48150。

## 政治
圣弗卢尔德梅夸尔所属的省级选区为朗戈涅县。

## 人口

1962-2008年间圣弗卢尔德梅夸尔人口变化图示

圣弗卢尔德梅夸尔于2022年1月1日时的人口数量为185人。